# Atak w Toronto (2018)
Atak w Toronto – atak przez staranowanie pojazdem samochodowym, który miał miejsce 23 kwietnia 2018 na skrzyżowaniu Avenue East i Yonge Street w mieście Toronto. Sprawcą ataku był Alek Minassian – 25-letni mieszkaniec przedmieść Toronto, zadeklarowany incel. W zdarzeniu zginęło 10 osób, a 15 osób odniosło obrażenia.
13 czerwca 2022 roku sprawca ataku został skazany za zbrodnię na karę dożywocia z możliwością ubiegania się o zwolnienie warunkowe po 25 latach.

## Przebieg
Kierowca, 25-letni Alek Minassian, prowadzący furgonetkę na skrzyżowaniu Avenue East i Yonge Street z dużą prędkością uderzył tłum pieszych. Według relacji świadków, napastnik najpierw z dużą prędkością ruszył pomimo włączonego na sygnalizacji czerwonego światła, a następnie zjechał na chodnik i zaczął taranować ludzi przez około 2 kilometry. Kiedy na miejscu zjawiła się policja, Minassian wyciągnął przedmiot przypominający pistolet i wycelował w funkcjonariuszy. Napastnik miał wykrzyczeć do policjanta: Celuj w głowę!, ale funkcjonariusz zignorował to i zaczął zbliżać się do napastnika. Sprawca ataku wkrótce został aresztowany i oskarżony pod zarzutem 10 zabójstw pierwszego stopnia i 13 usiłowań zabójstwa.

## Ofiary zamachu[10]
- Beutis Renuka Amarasinghe (45 lat)
- Andrea Knafelc Braden (33 lata)
- Geraldine Brady (83 lata)
- So He Chung (22 lata)
- Anne Marie D'Amico (30 lat)
- Mary Elizabeth Forsyth (94 lata)
- Chul Min Kang (45 lat)
- Ji Hun Kim (22 lata)
- Munir Najjar (85 lat)
- Dorothy Sewell (80 lat)

## Sprawca
Policja zidentyfikowała podejrzanego jako 25-letniego Aleka Minassiana (ur. 3 listopada 1992), który nie był notowany przez policję i studiował w Seneca College od 2011 do 2018. Był programistą aplikacji mobilnych.
Zamach miał charakter mizoginistyczny, Minnasian był prawiczkiem i kierowała nim chęć zemsty na kobietach, które stanowiły większość jego ofiar (osiem na dziesięć). Na chwilę przed atakiem na swoim profilu na Facebooku opublikował wpis wychwalający innego masowego mordercę, Amerykanina Elliota Rodgera, który cztery lata wcześniej dokonał zamachu ze zbliżonych pobudek; wpis brzmiał następująco: Bunt Inceli już się rozpoczął. Obalimy wszystkich Chadów i wszystkie Stacy. Pozdrawiamy najwyższego dżentelmena Elliota Rodgera!. Z postu wynikało, że Minassian utożsamiał się z internetową grupą Incel, zrzeszającą mężczyzn, którzy nie mają życia seksualnego. Określenia Chad i Stacy są w tej grupie określeniem na atrakcyjnych fizycznie i niemających problemów w relacjach międzyludzkich kobiety i mężczyzn. W opublikowanym we wrześniu 2019 roku filmie z przesłuchania Aleka Minassiana słychać, jak mówi on, że miał krótkotrwały kontakt z Rodgerem przez internet, zanim tamten dokonał swojego ataku i ponownie deklaruje, że jest incelem i dokonał zamachu w imię tej grupy. Szkolni koledzy napastnika powiedzieli mediom tuż po jego ataku, że nie miał on przyjaciół, często chodził sam ze spuszczoną głową po korytarzach nie rozmawiając z nikim i wyjawiał nerwowe tiki. Atak Minassiana przyciągnął uwagę mediów z całego świata na działającą w internecie quasi-subkulturę inceli.